# Энненга, Индия
Индия Энненга (англ. India Ennenga; род. 14 ноября 1994) — американская актриса. Родилась осенью 1994 года в Нью-Йорке. Наиболее известна своими ролями Софии в телесериале HBO «Тримей» и Камилль в драме A&E «Возвращённые».

## Фильмография
| Год  | Фильм                           | Роль         | Примечания          |
| ---- | ------------------------------- | ------------ | ------------------- |
| 2008 | Последний международный плейбой | Софи         | Фильм Стива Кларка  |
| 2008 | Женщины                         | Молли Хейнс  | Фильм Дайан Инглиш  |
| 2010 | Многократные сарказмы           | Элизабет     | Фильм Брука Бренча  |
| 2012 | Никто не ходит                  | Кольт        | Фильм Рай Руссо-Янг |
| 2014 | Сан Бельт Экспресс              | Эмили Кинг   |                     |
| 2015 | Кое что о Скаут                 | Скаут Хаверс |                     |

| Год       | Шоу            | Роль                        | Примечания                    |
| --------- | -------------- | --------------------------- | ----------------------------- |
| 2005—2011 | Пинки Динки Ду | Пинки (озвучка)             | Мультсериал CBeebies/Nick Jr. |
| 2010—2013 | Тримей         | София Бернетт               | Телесериал                    |
| 2015      | Возвращённые   | Камилла Уиншип/Молодая Лена | Телесериал                    |